# The King of TV
The King of TV (portugiesischer Originaltitel: O Rei da TV) ist eine brasilianische Dramaserie, die das Leben von Silvio Santos behandelt. In Brasilien fand die Premiere der Serie als Original am 19. Oktober 2022 auf Star+ statt. Im deutschsprachigen Raum erfolgte die Erstveröffentlichung der Serie am 29. März 2023 durch Disney+ via Star als Original.

## Handlung
Im Jahr 1988: Bei Silvio Santos, einem der berühmtesten Moderatoren in der Geschichte des brasilianischen Fernsehens, wird ein ernsthaftes Problem mit seinen Stimmbändern diagnostiziert, welches ihn stimmlos machen könnte. Die Angst, die Bühne verlassen zu müssen, weckt Erinnerungen an seinen eigenen Werdegang: von seiner Kindheit als Straßenverkäufer bis zu seinem Kampf um die Konzession seines Fernsehsenders SBT während der Militärdiktatur.

## Besetzung
| Rolle                | Schauspieler           |
| -------------------- | ---------------------- |
| Silvio Santos        | José Rubens Chachá     |
| Silvio Santos (jung) | Mariano Mattos Martins |
| Íris Abravanel       | Leona Cavalli          |
| Gugu Liberato        | Paulo Nigro            |
| Patrícia Abravanel   | Bárbara Maia           |
| Daniela Beyruti      | Elisa Romero           |
| Cleusa               | Cassia Damasceno       |
| Rossi                | Celso Frateschi        |
| Cidinha Abravanel    | Roberta Gualda         |

## Episodenliste

### Staffel 1
| Nr. (ges.) | Nr. (St.) | Deutscher Titel                 | Originaltitel        | Erstveröffentlichung (Brasilien) | Deutschsprachige Erstveröffentlichung (D/A/CH) | Regie                        | Drehbuch                                                                                     |
| ---------- | --------- | ------------------------------- | -------------------- | -------------------------------- | ---------------------------------------------- | ---------------------------- | -------------------------------------------------------------------------------------------- |
| 1          | 1         | Das Gelee ist Mein              | A Geléia é Minha     | 19. Okt. 2022                    | 29. März 2023                                  | Marcus Baldini               | André Barcinski, Ricardo Grynszpan, Mikael de Albuquerque, Henrique Melhado & Marcela Macedo |
| 2          | 2         | Sing, Peru!                     | Canta, Peru!         | 19. Okt. 2022                    | 29. März 2023                                  | Marcus Baldini               | André Barcinski, Ricardo Grynszpan, Mikael de Albuquerque, Henrique Melhado & Marcela Macedo |
| 3          | 3         | Der König der Sonntage          | O Rei dos Domingos   | 19. Okt. 2022                    | 29. März 2023                                  | Marcus Baldini               | André Barcinski, Ricardo Grynszpan, Mikael de Albuquerque, Henrique Melhado & Marcela Macedo |
| 4          | 4         | Petit Comité                    | Petit Comité         | 19. Okt. 2022                    | 29. März 2023                                  | Marcus Baldini & Carol Minêm | André Barcinski, Ricardo Grynszpan, Mikael de Albuquerque, Henrique Melhado & Marcela Macedo |
| 5          | 5         | Wie schlimm ist der Schaden?    | De Quanto É o Rombo? | 19. Okt. 2022                    | 29. März 2023                                  | Carol Minêm                  | André Barcinski, Ricardo Grynszpan, Mikael de Albuquerque, Henrique Melhado & Marcela Macedo |
| 6          | 6         | Und der Bambus...?              | E o Bambu...?        | 19. Okt. 2022                    | 29. März 2023                                  | Marcus Baldini               | André Barcinski, Ricardo Grynszpan, Mikael de Albuquerque, Henrique Melhado & Marcela Macedo |
| 7          | 7         | Wie Viel Verdienst Du?          | Quanto Você Ganha?   | 19. Okt. 2022                    | 29. März 2023                                  | Marcus Baldini               | André Barcinski, Ricardo Grynszpan, Mikael de Albuquerque, Henrique Melhado & Marcela Macedo |
| 8          | 8         | Öffnen Wir die Tür der Hoffnung | A Porta da Esperança | 19. Okt. 2022                    | 29. März 2023                                  | Marcus Baldini               | André Barcinski, Ricardo Grynszpan, Mikael de Albuquerque, Henrique Melhado & Marcela Macedo |

### Staffel 2
| Nr. (ges.) | Nr. (St.) | Deutscher Titel                     | Originaltitel                      | Erstveröffentlichung (Brasilien) | Deutschsprachige Erstveröffentlichung (D/A/CH) | Regie        | Drehbuch                                                                                       |
| ---------- | --------- | ----------------------------------- | ---------------------------------- | -------------------------------- | ---------------------------------------------- | ------------ | ---------------------------------------------------------------------------------------------- |
| 9          | 1         | Die Macht der Bühne                 | O Poder dos Palcos                 | 29. März 2023                    | 29. März 2023                                  | Júlia Jordão | André Barcinski, Ricardo Grynszpan, Anna Carolina Francisco, Henrique Melhado & Marcela Macedo |
| 10         | 2         | Der 26. Juli!                       | É o 26!                            | 29. März 2023                    | 29. März 2023                                  | Júlia Jordão | André Barcinski, Ricardo Grynszpan, Anna Carolina Francisco, Henrique Melhado & Marcela Macedo |
| 11         | 3         | Das Neue SBT                        | O Novo SBT                         | 29. März 2023                    | 29. März 2023                                  | Júlia Jordão | André Barcinski, Ricardo Grynszpan, Anna Carolina Francisco, Henrique Melhado & Marcela Macedo |
| 12         | 4         | Silvio Santos Nachtshow             | Silvio Santos Night Show           | 29. März 2023                    | 29. März 2023                                  | Júlia Jordão | André Barcinski, Ricardo Grynszpan, Anna Carolina Francisco, Henrique Melhado & Marcela Macedo |
| 13         | 5         | Zurück zu den Basics                | De Volta às Origens                | 29. März 2023                    | 29. März 2023                                  | Júlia Jordão | André Barcinski, Ricardo Grynszpan, Anna Carolina Francisco, Henrique Melhado & Marcela Macedo |
| 14         | 6         | Alles für die Quote                 | Tudo pelo Ibope                    | 29. März 2023                    | 29. März 2023                                  | Júlia Jordão | André Barcinski, Ricardo Grynszpan, Anna Carolina Francisco, Henrique Melhado & Marcela Macedo |
| 15         | 7         | Keiner Verhandelt Wie Silvio Santos | Ninguém Negocia como Silvio Santos | 29. März 2023                    | 29. März 2023                                  | Júlia Jordão | André Barcinski, Ricardo Grynszpan, Anna Carolina Francisco, Henrique Melhado & Marcela Macedo |
| 16         | 8         | Wer Will Geld?                      | Quem Quer Dinheiro?                | 29. März 2023                    | 29. März 2023                                  | Júlia Jordão | André Barcinski, Ricardo Grynszpan, Anna Carolina Francisco, Henrique Melhado & Marcela Macedo |